# Danbyg Totalentreprise
Danbyg Totalentreprise var en dansk entreprenørfirma, som blev ledet af Axel Juhl-Jørgensen. Firmaet byggede ejendomme i hele Danmark. Firmaet brugte byggemåden Totalentreprise, som Bøje Nielsen havde opfundet.